# Тетрапод (конструкция)
Тетраподите са бетонни елементи, предназначени за предотвратяване на бреговата ерозия, предизвиквана от метеорологичните въздействия и крайбрежните течения. Използват се най-вече при укрепване на хидротехнически съоръжения, като морски диги и вълноломи. Те са масивни конструкции, образувани от четири конични части, разположени в тетраеднрична форма, така при натрупването на множество тетраподи те да се стабилизират един друг, като цялата система позволява на водата да преминава през нея, дисипирайки енергията си.
Тетраподите са разработени във Франция през 1950 година и са използвани за пръв път при строителството на електроцентрала в Казабланка, Мароко. През следващите години те бързо намират приложение в много страни по света.